# Sverre Farstad
Sverre Melvin Farstad  (ur. 8 lutego 1920 w Trondheim, zm. 27 marca 1978 w Oslo) – norweski łyżwiarz szybki, mistrz olimpijski i wicemistrz świata.

## Kariera
Tuż po II wojnie światowej Sverre Farstad należał do światowej elity. Największy sukces osiągnął podczas igrzysk olimpijskich w Sankt Moritz, gdzie zwyciężył w biegu na 1500 m. W zawodach tych wyprzedził bezpośrednio Szweda Åke Seyffartha i swego rodaka, Odda Lundberga. Na tych samych igrzyskach był też szósty w biegu na 500 m. Rok wcześniej wywalczył srebrny medal na wielobojowych mistrzostwach świata w Oslo oraz brązowy podczas mistrzostw Europy w Sztokholmie. Ostatni medal zdobył na mistrzostwach Europy w Davos w 1949 roku, gdzie zajął pierwsze miejsce. Nigdy nie był mistrzem Norwegii w wieloboju, najlepszym jego wynikiem było drugie miejsce w 1949 roku.
W 1949 roku ustanowił rekord świata w wieloboju.
Był wszechstronnym sportowcem, na szczeblu krajowym odnosił sukcesy także w gimnastyce, podnoszeniu ciężarów i wioślarstwie. W 1947 roku został uhonorowany Egebergs Ærespris.

### Mistrzostwa świata
- Mistrzostwa świata w wieloboju
  - srebro – 1947